# Charles Garrett Phillips
Pour les articles homonymes, voir Phillips.
Charles Garrett Phillips, né le 13 octobre 1916 et mort le 9 septembre 1994 est un neurologue, neurophysiologiste et anatomiste britannique.

## Biographie
Il est le fils de George Ramsey Phillips, anesthésiste au St Mary's Hospital et de Flora Phillips. Ses études médicales se déroulent au Bradfield College, au Magdalen College d'Oxford et au St Bartholomew's Hospital de Londres. À Oxford, il est reçu premier en physiologie animale. Après sa qualification médicale, il est incorporé dans le Corps médical de l'Armée britannique en tant que neurologue. Il y passe trois années au cours desquelles il intègre le Royal College of Physicians.
Après la guerre, il retourne à Oxford, où il devient membre du Trinity College en 1946. Il est conférencier universitaire, chargé de cours, puis nommé à une chaire de neurophysiologie créée pour lui en 1966. Il est secrétaire de la Société de physiologie de 1960 à 1966. En 1975, il succède au Dr Lee à la chaire d'anatomie d'Oxford. Il prend sa retraite en 1983.